# 班伯里 (英國國會選區)
班伯里（英語：Banbury），英國國會一郡選區，包括英格蘭東南部牛津郡北部查韋爾區大部。始設於1553年。
本區自1922年以來是保守黨的選區。在2010年大選中保守黨的托尼·鮑德里以52.8%選票成功六度連任。